# 大久保櫻子
大久保櫻子（日语：／ Ōkubo Sakurako，1998年7月20日—），是日本女演員與寫真偶像，經紀公司為奧斯卡傳播，2017年於曉星中學校・高等學校畢業，同年4月開始就讀大學一年級，以宇宙戰隊九連者出道，廣為人知，身高152cm。

## 簡歷
- 2017年開始演藝活動。
- 2017年出演宇宙戰隊九連者，飾演哈米（Hammy）/代號(蝘蜓綠)。
- 2017年10月14日，她在東京晴空塔天空町舉辦了她的第一次大久保櫻子2018年日曆發布紀念活動。
- 2018年6月，利用了自己在國際學校就讀的經歷，全程使用英語接受了《The Tokusatsu Network》的採訪。
- 2019年7月20日，為紀念20歲生日，發行了自己的第一本寫真集《SAKURAKO》。
- 2019年11月2日，於第 49 期『週刊Young Magazine』（講談社）首次亮相。
- 2020年12月31日、於自己Twitter 帳戶上宣布從 Victor Music Arts 轉移到 HI RANK INDUSTRIES。
- 2021年7月20日，23歲生日當天開設YouTube頻道。
- 2023年8月10日宣布加入奧斯卡傳播。

## 人物
- 偶像是綾瀨遙。
- 在家中排第二，有一位哥哥和弟弟。
- 從小學到高中就讀於國際學校。
- 因為自己個性比較陰暗，如果出演舞臺劇已經相聲比較困難。
- 宇宙戰隊九連者的演員們以及粉絲都會稱呼做「ラコちゃん」。
- 於假日時會製作甜品，拿手的甜品是西多士，情人節當日於宇宙戰隊九連者拍攝現場直接製作了50個紙杯蛋糕。

## 演出

### 電視劇
- 宇宙戰隊九連者（2017年2月12日－2018年2月4日，朝日電視台） - 飾演 哈米（Hammy）/代號（蝘蜓綠）。
- HR (處境喜劇)（2020年1月24日 - 3月27日、MBS） - 飾演 同班同學。
- 刑警七人 第6季第五話（2020年9月2日、朝日電視台） - 飾演 佐佐木愛菜。
- 假面騎士REVICE（2021年9月5日 - 、朝日電視台） - 飾演 五十嵐幸實(青年時期)。
- 日本沉沒-希望之人-（2021年10月25日・11月28日、TBS） - 飾演 常盤紘一的秘書。
- 科搜研之女 第21季第12話（2022年2月24日、朝日電視台） - 飾演 島田茜。
- OLD ROOKIE 第5話（2022年7月31日、TBS） - 飾演 女服務生。
- 客廳裡的松永先生（2024年1月9日 - 3月26日、關西電視台・富士電視台）- 飾演 服部あかね。

### 綜藝
- 毒舌糾察隊超級戰隊藝人篇（2017年7月30日、朝日電視台）。
- コントの日（2019年11月4日、NHK）。
- 痛快TV スカッとジャパン漫畫般的結局，『年輕人在公共汽車上大驚小怪......如何解決它！？』（2020年10月12日、富士電視台）飾演 木本奈奈子。

### 電影
- 超級戰隊系列(東映)
  - 劇場版 動物戰隊獸王者 VS 忍忍者 來自未來的訊息 from 超級戰隊 （2017年1月14日，東映）聲演 蝘蜓綠。
  - 假面騎士×超級戰隊 超 超級英雄大戰 （2017年3月25日，東映）飾演 哈米（Hammy）/代號（蝘蜓綠）。
  - 宇宙戰隊九連者 THE MOVIE Goes Indaver的逆襲 (2017年8月5日，東映) 飾演 哈米（Hammy）/代號（蝘蜓綠）。
- 黑狐忍者（2019年10月5日，時代劇専門頻道・東映網絡播放） 飾演 明里咲。
- 赤羽骨子的秘密保鑣（2024年8月2日，松竹） 飾演 黑雲字音。

### 廣告
- Panasonic
- 進研ゼミ中学講座
- 讀賣新聞

## 書籍

### 日曆
- 大久保桜子 2018年 カレンダー（2017年、ハゴロモ）
- 大久保桜子 2022年 カレンダー（2021年10月1日、ワニブックス）

### 寫真集
- SAKURAKO（2019年7月20日、ワニブックス、撮影：舞山秀一）
- sol（2022年1月26日、ワニブックス、撮影：桑島智輝）

## 外部連結
- 大久保桜子 - 奧斯卡傳播
- 大久保 桜子的X（前Twitter）
- 大久保櫻子的Instagram帳戶
- YouTube上的大久保桜子ちゃんねる頻道

| 前任： 渡邊劍 （動物戰隊獸王者） | 日本超級戰隊系列綠色戰士演員 宇宙戰隊九連者 2017年2月12日-2018年2月4日 | 繼任： 橫山涼 （快盜戰隊魯邦連者VS警察戰隊巡邏連者） |